# Universe (musikalbum av Truckfighters)
Universe är det svenska stonerrockbandet Truckfighters fjärde studioalbum som gavs ut 21 februari 2014. Albumet är inspelat på Studio Bombshelter i Örebro mellan 2011 och 2013.

## Låtlista
Alla låtar är skrivna av Oskar Cedermalm och Niklas Källgren.
| Nr           | Titel        | Längd |
| ------------ | ------------ | ----- |
| 1.           | Mind Control | 3:59  |
| 2.           | The Chairman | 7:54  |
| 3.           | Convention   | 1:42  |
| 4.           | Get Lifted   | 7:57  |
| 5.           | Prophet      | 4:49  |
| 6.           | Dream Sale   | 4:25  |
| 7.           | Mastodont    | 13:54 |
| Total längd: | Total längd: | 44:38 |

## Medverkande

### Truckfighters
- Oskar Cedermalm (Ozo) - bas, sång
- Niklas Källgren (Dango) - gitarr

### Övriga musiker
- Andre Kvarnström (Poncho) - trummor (spår 1 och 7)
- Oscar Johansson (Pezo) - trummor (spår 2-6)
- Rebecca Nylander - körsång (spår 3)